# Гуейджоуска планинска земя
Гуейджоуската планинска земя е планинска земя в Южен Китай, източна съставна част на още по-голямата и обширна Юннанска планинска земя. Заема почти цялата територия на провинция Гуейджоу, южните части на провинция Съчуан и северните райони на Гуанси-Джуанския автономен регион. На север склоновете ѝ се спускат стръмно към Съчуанската котловина, на югоизток граничи с планината Нанлин, а на запад постепенно преминава в по-високата Юннанска планинска земя. Дължината ѝ надхвърля 600 km, а ширината ѝ е до 500 km, средната надморска височина в района е около 1000 m. Някои от периферните ѝ хребети се издигат над 2000 m. Изградена е основно от варовици, пясъчници и глинести шисти, а котловините са запълнени с червено-цветни наслаги. Развитието на варовиците в съчетание с мусонния субтропичен климат е довело до разпространението на разнообразни и причудливи карстови форми на релефа («каменни гори», карови полета, понори, пропасти, пещери и др.). Повърхността ѝ е гъсто и дълбоко разчленена от водната ерозия. От нея водят началото си река Сидзян (в горното течение Хуншуйхъ), притоците ѝ Дулюдзян (ляв), Юдзян (десен) и десните притоци на Яндзъ – Юандзян, Цяндзян и др. Около 10% от площта ѝ е заета от гори. В долините на височина до 1000 – 1200 m са развити естествени борови гори, вечнозелени субтропични гори от кастанопсис, бамбук и др., а над 1200 m – добре са се съхранили дъбово-букови гори, развити върху жълто-кафяви почви. В междупланинските котловини се отглежда ориз, царевица, батати, а на изток, на отделни места – субтропични султури (чай, памук, лаково и тунгово дърво, фурми).